# 蜂窝猜想

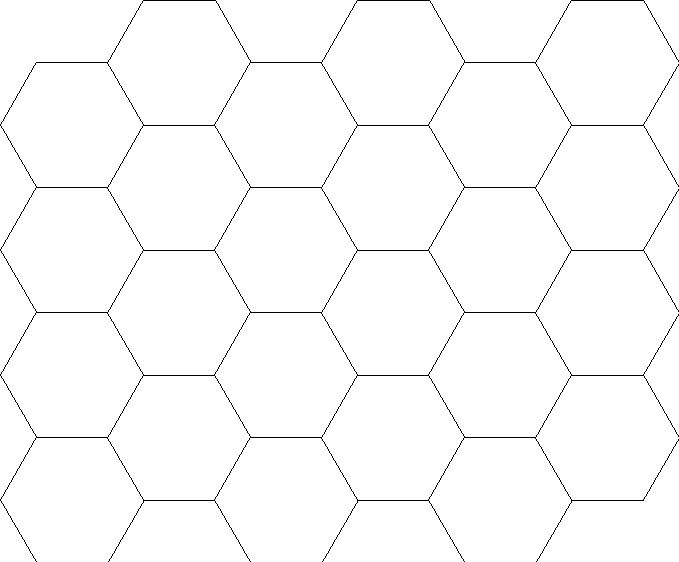
一个正六边形网格

六角蜂巢猜想(蜂窝猜想)阐述了正六边形网格(蜂巢)是使用最少的总周长将该表面划分成面积相等的区域的最佳方法。该猜想被第一次记录可以追溯到36BC的馬庫斯·特倫提烏斯·瓦羅，但总是被认为是帕普斯(c. 290 – c. 350)提出的。该猜想于1999年被美国数学家托马斯·黑尔斯证明，黑尔斯在他的研究中提到，有理由相信这个猜想可能已经出现在比瓦羅较早的数学家的思想中了。